# La muerte viviente
Pour plus de détails, voir Fiche technique et Distribution.
La muerte viviente (ou Isle of the Snake People ou Snake People) est un film mexicain de Jack Hill et Juan Ibáñez, sorti en 1971.

## Synopsis
Les habitants de l'île de Coaibai sont sacrifiés par une secte maléfique vouée au culte du serpent. Les chefs de la secte sont Kalaea, nomméé la femme-reptile et Damballah qui transforme les victimes en zombies.

## Fiche technique
- Titre : La muerte viviente
- Titres alternatifs : Isle of the Snake People ou Snake People
- Réalisation : Jack Hill et Juan Ibáñez
- Scénario : Jack Hill, Juan Ibáñez et Luis Enrique Vergara (en)
- Musique : Alicia Urreta
- Société de production : Columbia Pictures
- Pays d'origine : Mexique
- Format : Couleurs - 1,37:1
- Genre : horreur
- Durée : 90 minutes
- Date de sortie : 1971

## Distribution
- Boris Karloff : Karl van Molder / Damballah
- Julissa (en) : Anabella Vandenberg
- Carlos East : Lieutenant Andrew Wilhelm
- Rafael Bertrand (en) : Capitaine Pierre Labiche
- Tongolele (en) : Kalea
- Quintín Bulnes : Klinsor
- Julia Marichal : Mary Ann Vandenberg